# 瓦尔迪索托
瓦尔迪索托（義大利語：Valdisotto），是意大利松德里奥省的一个市镇。总面积88平方公里，人口3481人，人口密度39.6人/平方公里（2009年）。国家统计（ISTAT）代码为014072。